# Syndactyla
Syndactyla là một chi chim trong họ Furnariidae. Chi này gồm những loài sau:
- Syndactyla subalaris
- Syndactyla guttulata
- Syndactyla rufosuperciliata
- Syndactyla ruficollis
- Syndactyla dimidiata
- Syndactyla roraimae (trước đây được đặt trong Automolus)[2]
- Syndactyla ucayalae
- Syndactyla striatus